# Apolinary Skrodzki
Apolinary Skrodzki (ur. 26 lipca 1913 w Grzymałach koło Łomży, zm. 7 września 1986 w Braniewie) – nauczyciel, społecznik, uczestnik kampanii wrześniowej, członek Armii Krajowej, w roku 1963/1964 dyrektor Zespołu Szkół Zawodowych, w latach 1964–1973 Technikum Ekonomicznego w Braniewie, od 1978 pierwszy przewodniczący Towarzystwa Miłośników Braniewa. 

## Życiorys

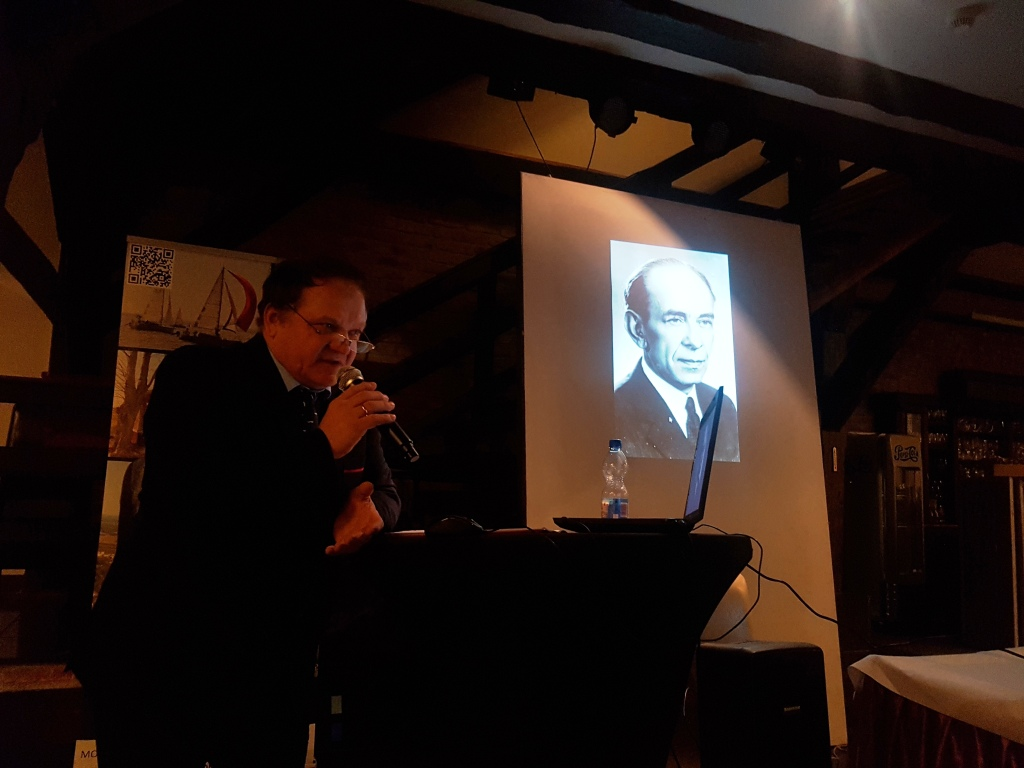
Wykład z okazji 40-lecia powstania Towarzystwa Miłośników Braniewa, na slajdzie Apolinary Skrodzki – pierwszy przewodniczący TMB

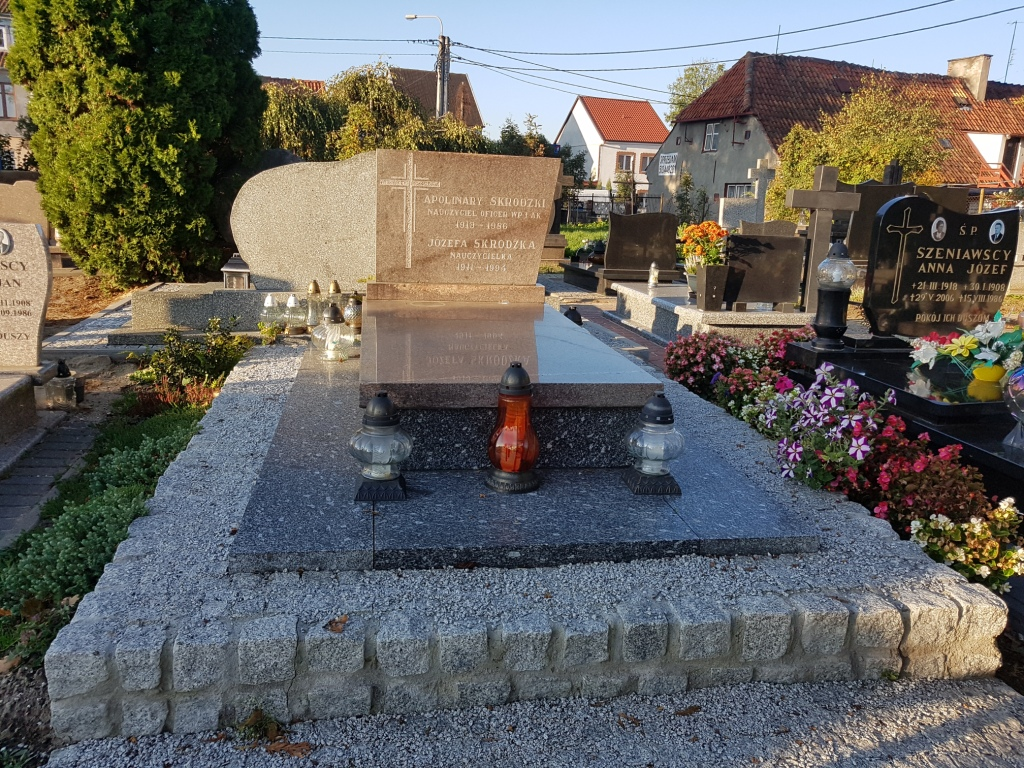
Grób Apolinarego i Józefy Skrodzkich na cmentarzu przy ul. Morskiej w Braniewie

Apolinary Skrodzki urodził się 26 lipca 1913 roku w Grzymałach w powiecie łomżyńskim w rodzinie Piotra i Stefanii z Chojnowskich. W Łomży ukończył Seminarium Nauczycielskie im. J. Piłsudskiego i otrzymał dyplom nauczyciela szkół powszechnych. W 1933 zdał egzamin dojrzałości w Gimnazjum Państwowym im. Tadeusza Kościuszki w Łomży. Następnie w latach 1934–1935 odbywał służbę wojskową i ukończył Szkołę Podchorążych Rezerwy Piechoty w Zambrowie w stopniu ppor. rezerwy. W tym czasie dowódcą szkoły był ppłk Władysław Muzyka. Następnie Apolinary Skrodzki pracował jako nauczyciel w szkole powszechnej na Polesiu, gdzie poznał nauczycielkę Józefę Wilimczykównę, z którą w 1937 się ożenił. 
Po wybuchu II wojny światowej brał udział w kampanii wrześniowej w batalionie Korpusu Ochrony Pogranicza „Dederkały”. Po napaści 17 września wojsk sowieckich na Polskę podjął pracę jako kierownik białoruskiej niepełnej szkoły średniej w miejscowości Glinka, w której uczyły się dzieci polskie i białoruskie. Ostrzeżony przed grożącą wywózką w głąb Rosji, wraz z rodziną, potajemnie opuścił Glinkę i wrócił do rodzinnej wsi Grzymały. Zaangażował się w pracę konspiracyjną. Został członkiem Armii Krajowej (pseudonim „Sław”) w obwodzie Łomża (dowódca rejonu, szef propagandy Obwodu WiN Łomża). Sprawował różne funkcje, m.in. dowódcy 9 kompanii „Miastkowo”, liczącej w 1944 r. 232 żołnierzy. Wraz z żoną prowadził też tajne nauczanie we wsiach Grzymały i Jarnuty. 
W 1946 Apolinary Skrodzki wyjechał z rodziną na Ziemie Odzyskane i został kierownikiem Szkoły Podstawowej w Zalewie (obecnie miasto w powiecie iławskim), organizując od podstaw nauczanie w zdewastowanym przez działania wojenne budynku szkoły.
W roku szkolnym 1949/1950 uczestniczył w Wyższym Kursie Nauczycielskim w Poznaniu. Po jego ukończeniu dostał nakaz pracy do Kuratorium Oświaty w Olsztynie. Stamtąd trafił do Braniewa, obejmując od 1 września 1951 obowiązki inspektora szkolnego. W latach 1956–57 był przewodniczącym Powiatowej Rady Narodowej w Braniewie, a następnie wrócił na wcześniejsze stanowisko.

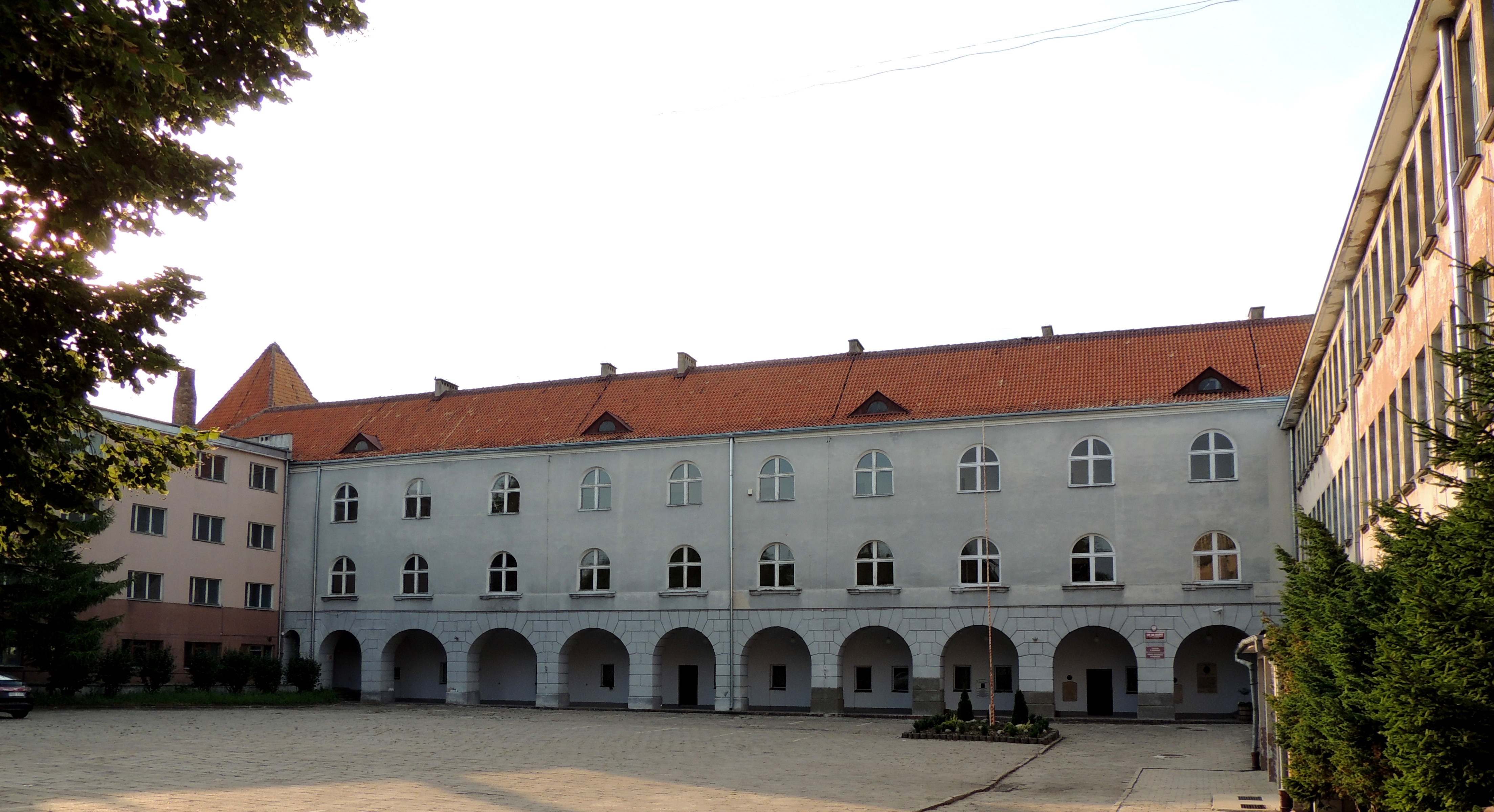
Budynek Collegium Hosianum. Po odbudowie środkowej części (1962) Skrodzki od 1963 zostaje dyrektorem szkoły

Po odbudowie środkowej części byłego kolegium jezuickiego Collegium Hosianum w 1962 (na zdjęciu) Apolinary Skrodzki zrezygnował ze stanowiska Inspektora i od 1 września 1963 r. został dyrektorem nowo utworzonej szkoły zawodowej, a rok później również Technikum Ekonomicznego (obecnie Zespół Szkół Zawodowych im. J. Liszewskiego w Braniewie). Nadzorował także odbudowę dalszej części obiektu oraz budowę i wyposażenie przyszkolnego internatu.
W 1973 roku przeszedł na emeryturę. Zmarł 7 września 1986 roku, został pochowany w Braniewie na cmentarzu przy ul. Morskiej.
Apolinary Skrodzki był zaangażowanym społecznikiem. Już jako młody nauczyciel organizował drużyny harcerskie na Polesiu, wielokrotnie wspierał harcerzy. W 1974 za poświęcenie na rzecz harcerstwa nadany mu został Krzyż „Za Zasługi dla ZHP”. Był także prelegentem Towarzystwa Wiedzy Powszechnej. Wygłosił wiele wykładów na tematy historyczne i literackie. Był również wielkim miłośnikiem i badaczem historii Braniewa. Przez wiele lat zgłębiał wiedzę na ten temat i dzielił się nią na wielu spotkaniach. W 1978 został pierwszym przewodniczącym nowo utworzonego Towarzystwa Miłośników Braniewa.
W pracy pedagoga wspierała go bardzo żona. Razem urządzali pierwszą szkołę w Braniewie. Józefa Skrodzka pracowała najpierw w Szkole Podstawowej nr 1 w Braniewie, następnie w Liceum Ogólnokształcącym, później w ZSZ i TE. Jej pasją stało się hafciarstwo. Odtwarzała wzory zaczerpnięte m.in. z kafli i czepców warmińskich. Starała się swoje umiejętności przekazywać uczennicom. Swoje prace prezentowała na wystawach twórców ludowych. Zmarła w grudniu 1994 roku.

## Życie prywatne
Apolinary i Józefa Skrodzcy mieli czworo dzieci. Dwie córki – Krystyna i Sława – zostały również nauczycielkami, synowie – Jan i Sławomir – inżynierami elektrykami. Nauczycielem jest również wnuk Apolinarego Skrodzkiego – Andrzej Imiołczyk.

## Odznaczenia
- w 1951 roku został odznaczony Srebrnym Krzyżem Zasługi[6]
- w 1955 roku został odznaczony Medalem 10-lecia Polski Ludowej[7]
- w 1974 roku został odznaczony Krzyżem „Za Zasługi dla ZHP”